# حفارة (ذي السفال)

تعديل مصدري - تعديل

حفارة محلة تابعة لقرية المركبة، التابعة لعزلة بني عبد الله بمديرية ذي السفال إحدى مديريات محافظة إب في الجمهورية اليمنية، بلغ تعداد سكانها 101 حسب تعداد اليمن لعام 2004.